# Признания
«Признания» (яп. 告白 кокухаку) — японский кинофильм, вышедший на экраны в 2010 году. В 2011 году картина попала в январский шорт-лист номинантов премии Оскар в категории лучший фильм на иностранном языке. Американский режиссер Майкл Манн называет этот фильм одним из своих любимых.

## Сюжет
Юко Моригути (Такако Мацу) работает учителем в школе. Однажды её четырёхлетняя дочь трагически погибает. Полиция называет это несчастным случаем, но Юко уверена — её дочь убили. Убийцами являются дети из класса, в котором она преподаёт.

## В ролях
- Такако Мацу — Юко Моригути
- Масаки Окада — Ёситэру Тэрада
- Ёсино Кимура — Юко Симомура
- Юкито Нисии — Сюя Ватанабэ
- Каору Фудзивара — Наоки Симомура
- Аи Хасимото — Мидзуки Китахара
- Мана Асида — Манами Моригути, дочь Юко

## Награды и номинации[2]
| Премия                                            | Категория                                               | Имя             | Результат |
| ------------------------------------------------- | ------------------------------------------------------- | --------------- | --------- |
| Dubai International Film Festival 2010            | Лучший полнометражный фильм                             | Тэцуя Накасима  | Номинация |
| Puchon International Fantastic Film Festival 2010 | Лучший полнометражный фильм (Приз зрительских симпатий) | Тэцуя Накасима  | Победа    |
| Puchon International Fantastic Film Festival 2010 | Лучший фильм                                            | Тэцуя Накасима  | Номинация |
| Asian Film Awards 2011                            | Лучший фильм                                            |                 | Номинация |
| Asian Film Awards 2011                            | Лучший режиссёр                                         | Тэцуя Накасима  | Номинация |
| Asian Film Awards 2011                            | Лучшая женская роль                                     | Такако Мацу     | Номинация |
| Asian Film Awards 2011                            | Лучшая мужская роль второго плана                       | Масаки Окада    | Номинация |
| Asian Film Awards 2011                            | Лучшая женская роль второго плана                       | Ёсино Кимура    | Номинация |
| Asian Film Awards 2011                            | Лучший монтаж                                           | Ёсиюки Койкэ    | Номинация |
| Asian Film Awards 2011                            | Любимая актриса (приз зрительских симпатий)             | Такако Мацу     | Номинация |
| Awards of the Japanese Academy 2011               | Лучший фильм                                            |                 | Победа    |
| Awards of the Japanese Academy 2011               | Лучший режиссёр                                         | Тэцуя Накасима  | Победа    |
| Awards of the Japanese Academy 2011               | Лучший сценарий                                         | Тэцуя Накасима  | Победа    |
| Awards of the Japanese Academy 2011               | Лучший монтаж                                           | Ёсиюки Койкэ    | Победа    |
| Awards of the Japanese Academy 2011               | Лучшая женская роль                                     | Такако Мацу     | Номинация |
| Awards of the Japanese Academy 2011               | Лучшая мужская роль второго плана                       | Масаки Окада    | Номинация |
| Awards of the Japanese Academy 2011               | Лучшая женская роль второго плана                       | Ёсино Кимура    | Номинация |
| Awards of the Japanese Academy 2011               | Лучшая операторская работа                              | Ацуси Одзава    | Номинация |
| Awards of the Japanese Academy 2011               | Лучшая операторская работа                              | Масаказу Ато    | Номинация |
| Awards of the Japanese Academy 2011               | Лучшее освещение                                        | Сусуму Такакура | Номинация |
| Awards of the Japanese Academy 2011               | Лучший художник-постановщик                             | Товако Кувасима | Номинация |
| Awards of the Japanese Academy 2011               | Лучший звук                                             | Масато Яно      | Номинация |
| Гонконгская кинопремия 2011                       | Лучший азиатский фильм                                  |                 | Победа    |
| Кинэма Дзюмпо 2011                                | Лучший фильм                                            | Тэцуя Накасима  | 2-е место |
| Udine Far East Film Festival 2011                 | Чёрный дракон (приз зрительских симпатий)               | Тэцуя Накасима  | Победа    |
| Udine Far East Film Festival 2011                 | Мой фильм зрительских симпатий                          | Тэцуя Накасима  | Победа    |